# Anjanette Astoria
Anjanette Astoria, née le 21 août 1973 en Virginie), est une actrice américaine de films pornographiques.

## Distinctions
Nominations
- 2011 : Urban X Award - Best Anal Sex Scene - Cougar on the Prowl avec Jay Lassiter
- 2011 : Urban X Award - Best Girl/Girl Sex Scene - The Session avec Jennifer White
- 2011 : Urban X Award - Best Three-Way Sex Scene - Cougar on the Prowl avec Kira Silver et Sean Michaels
- 2011 : Urban X Award - Best MILF of the Year
- 2011 : Urban X Award - Best Boobs
- 2012 : AVN Award - MILF/Cougar Performer of the Year
- 2012 : Urban X Award - MILF Performer of The Year
- 2012 : XBIZ Award - MILF Performer of The Year